# Britta Hasso
Britta Hasso, även känd som Britta Callmér-Hartnagel, född 22 januari 1936 i Älmhults församling, Kronobergs län, död 14 februari 2015 i Filborna distrikt, Helsingborg, var en svensk skådespelerska och journalist. Hon var mest känd för sina artiklar om pedagogik och skola.
Hasso studerade för att bli skådespelerska på Calle Flygares teaterskola i Stockholm på 1950-talet och kort efter att hon började sin karriär träffade hon Harry Hasso, en svensk-tysk filmregissör och kameraman som hon gifte sig med 1961. De förblev gifta till hans död 1984. Hon började arbeta som journalist på Helsingborgs Dagblad i Helsingborg, 1966 och arbetade där tills hon gick i pension 1998. Hon avled 2015.